# Joonas Kolkka
Joonas Kolkka (ur. 28 września 1974 w Lahti) – fiński piłkarz występujący na pozycji lewoskrzydłowego.

## Kariera klubowa
Kolkka pochodzi z Lahti. Jego pierwszym klubem w karierze był Lahden Reipas, w którym zadebiutował już w wieku 16 lat. Następnie trafił do Myllykosken Pallo-47 i w jej barwach zadebiutował w 1994 roku i już w pierwszym sezonie zdobył 11 goli w lidze. W 1995 roku Kolkka wywalczył z MyPa Puchar Finlandii, a w lidze strzelił 6 bramek.
Zimą 1996 Kolkka wyjechał z Finlandii, a jego pierwszym zagranicznym klubem był holenderski Willem II Tilburg. W sezonie 1996/1997 jego 7 bramek w Eredivisie dało Willem II utrzymanie w lidze, a w sezonie 1997/1998 zdobył ich 9 i z klubem z Tilburga zajął wysokie 5. miejsce.
Latem 1998 Kolkka przeszedł do PSV Eindhoven, jednego z czołowych klubów w Holandii. Początkowo jednak nie miał pewnego miejsca w składzie i w sezonie 1998/1999 wystąpił jedynie w 19 meczach (1 gol), będąc rezerwowym. W kolejnym sezonie przebił się już do podstawowej jedenastki PSV. Zdobył 5 goli, ale także swoje pierwsze mistrzostwo Holandii w karierze. W sezonie 2000/2001 grał z PSV w Liga Mistrzów UEFA, a następnie w Pucharze UEFA docierając do ćwierćfinału, ale największym sukcesem było drugie mistrzostwo kraju w karierze.
Latem 2001 Kolkka ponownie zmienił barwy klubowe. Za 2,3 miliona euro przeszedł do greckiego Panathinaikosu AO. Miał w nim pewne miejsce w składzie. W 2002 roku zajął z Panathinaikosem 3. miejsce w Alpha Ethniki, natomiast rok później został wicemistrzem kraju.
Latem 2003 Kolkka na zasadzie wolnego transferu trafił do niemieckiej Borussii Mönchengladbach. W Bundeslidze zadebiutował 3 sierpnia w wygranym 1:0 meczu z 1. FC Köln, a łącznie na niemieckich boiskach wystąpił w 28 spotkaniach, dwukrotnie wpisując się na listę strzelców oraz zajmując 11. miejsce w lidze. Po sezonie angielski Crystal Palace F.C. wyłożył za niego 700 tysięcy euro i zawodnik wyjechał do Londynu. W Premiership zadebiutował 14 sierpnia w zremisowanym 1:1 meczu z Norwich City. Zespół prowadzony przez Iaina Dowie nie poradził sobie jednak w ekstraklasie Anglii i zajmując 18. miejsce został zdegradowany o klasę niżej.
W 2005 roku Kolkka wrócił do Holandii za darmo przechodząc do ADO Den Haag. Z 8 bramkami został najlepszym strzelcem zespołu i częściowo uchronił zespół przed degradacją. Latem 2006 Joonas został piłkarzem Feyenoordu, w którym nie miał jednak pewnego miejsca w pierwszej jedenastce. Wystąpił z klubem w fazie grupowej Pucharu UEFA (Feyenoord został wykluczony z dalszych rund z powodu zamieszek kibiców podczas meczu z AS Nancy).
| Sezon   | Klub                     | Kraj      | Rozgrywki                    | Mecze | Bramki |
| ------- | ------------------------ | --------- | ---------------------------- | ----- | ------ |
| 1994    | Myllykosken Pallo-47     | Finlandia | Veikkausliiga                | 21    | 11     |
| 1994    | Myllykosken Pallo-47     | Finlandia | Veikkausliiga                | 22    | 6      |
| 1995/96 | Willem II Tilburg        | Holandia  | Eredivisie                   | 7     | 0      |
| 1996/97 | Willem II Tilburg        | Holandia  | Eredivisie                   | 32    | 7      |
| 1997/98 | Willem II Tilburg        | Holandia  | Eredivisie                   | 29    | 9      |
| 1998/99 | PSV Eindhoven            | Holandia  | Eredivisie                   | 19    | 1      |
| 1999/00 | PSV Eindhoven            | Holandia  | Eredivisie                   | 32    | 5      |
| 2000/01 | PSV Eindhoven            | Holandia  | Eredivisie                   | 27    | 4      |
| 2001/02 | Panathinaikos AO         | Grecja    | Alpha Ethniki                | 23    | 2      |
| 2002/03 | Panathinaikos AO         | Grecja    | Alpha Ethniki                | 22    | 1      |
| 2003/04 | Borussia Mönchengladbach | Niemcy    | Bundesliga                   | 28    | 2      |
| 2004/05 | Crystal Palace F.C.      | Anglia    | Premiership                  | 23    | 3      |
| 2005/06 | Crystal Palace F.C.      | Anglia    | Football League Championship | 3     | 0      |
| 2005/06 | ADO Den Haag             | Holandia  | Eredivisie                   | 31    | 8      |
| 2006/07 | Feyenoord                | Holandia  | Eredivisie                   | 22    | 3      |
| 2007/08 | NAC Breda                | Holandia  | Eredivisie                   | 32    | 2      |
| 2008/09 | NAC Breda                | Holandia  | Eredivisie                   | 33    | 4      |
| 2009/10 | NAC Breda                | Holandia  | Eredivisie                   | 31    | 0      |
| 2010/11 | NAC Breda                | Holandia  | Eredivisie                   | 20    | 3      |
| 2011/12 | NAC Breda                | Holandia  | Eredivisie                   | 13    | 1      |
|         |                          |           | Łącznie w Veikkausliidze     | 43    | 17     |
|         |                          |           | Łącznie w Eredivisie         | 328   | 47     |
|         |                          |           | Łącznie w Alpha Ethniki      | 45    | 3      |
|         |                          |           | Łącznie w Bundeslidze        | 28    | 2      |
|         |                          |           | Łącznie w Premiership        | 23    | 3      |

## Kariera reprezentacyjna
W swojej karierze Kolkka zaliczył występy w młodzieżowych reprezentacjach Finlandii U-15, U-17 oraz U-21. W dorosłej reprezentacji Finlandii zadebiutował 26 października 1994 roku w wygranym 7:0 meczu z Estonią i w 24. minucie spotkania zdobył swojego pierwszego gola w kadrze. W swojej karierze występował w eliminacjach do mistrzostw świata oraz mistrzostw Europy, był członkiem kadry, która walczyła o awans do Mundialu 2010.